# رام (جنس)
رَام هو جنس من النباتات المزهرة في الفصيلة الغدبية. هناك 30 نوعًا في الجنس ثمانية عشر منها مستوطنة في أستراليا مع أن البعض الآخر مستوطن في جزر المحيط الهادئ بما في ذلك نيزلندة وواحد مستوطن في جزيرتين في المحيط الهندي. إنها شجيرات أو أشجار صغيرة بأوراق مرتبة بالتناوب ولها أزهار بيضاء وأحيانًا وردية، ثمارها حسلات.

## الوصف
نباتات هذا الجنس شجيرات أو أشجار صغيرة غالبًا ما تكون جرداء بأوراق بسيطة تترتب بالتناوب وغالبًا ما تفتقر إلى عنيقات. تتكيف الأزهار للتلقيح عن طريق الحشرات ولها بتلات بيضاء (أحيانًا زهرية) وعادة ما يكون أربع أسدية . الثمرة حسلة ببذرة مركزية محاطة بقشرة داخلية صلبة وعادة ما تكون عصارية متوسطة.

## التوزع
هناك 30 نوعًا في الجنس والتي تنتشر من مُريشيُس عبر أستراليا إلى جزر المحيط الهادئ . ثمانية عشر نوعًا مستوطنة في أستراليا.